# Meridian Energy
Meridian Energy Limited – nowozelandzkie przedsiębiorstwo energetyczne.

## Historia
Firma powstała w 1998 roku w wyniku podziału Electricity Corporation of New Zealand Limited. Powstały wtedy trzy odrębne przedsiębiorstwa państwowe: Meridian, Genesis i Mighty River. Rząd posiadał w Meridian udziały wynoszące 51% udziałów. W 2013 roku firma trafiła na giełdę. Meridian ma siedzibę w Wellington. Obsługuje siedem elektrowni wodnych i pięć farm wiatrowych w Nowej Zelandii. Są to; elektrownie wodne: Manapouri, Benmore, Aviemore, Ohau A, Ohau B, Ohau C i Waitaki elektrownie wiatrowe: Te Uku, West Wind, Mill Creek, Te Apiti, White Hill i turbina Brooklyn niedaleko Wellington. Ta ostatnia jest została zainstalowana w 1993 roku i jest najstarszą turbiną w Nowej Zelandii. W 2010 Meridan Energy za zgodą mieszkańców wymienił turbinę na nową. Ma moc 0,9 MW.
Meridan Energy jest także właścicielem dwóch farm wiatrowych w Australii i farmy słonecznej w Tongatapu w Tonga. Dostarcza energię elektryczną klientom indywidualnym, biznesowym i przemysłowym. Meridian Energy jest jedną z pięciu największych firm działających w sektorze energetycznym w Nowej Zelandii. W 2011 roku jej udziały w rynku wynosiły 32 procent. W 2021 roku firma ogłosiła, że wybuduje nową farmę wiatrową Harapaki o mocy 176 MW.